# Mordellistena sinuata
Mordellistena sinuata es una especie de coleóptero de la familia Mordellidae.

## Distribución geográfica
Habita en Madagascar.